# 陳秀浄
陳 秀浄（チン シュウジョウ、中国語：陈秀净、英語：Xiujing Chen、1965年5月15日 -  ）は、中国出身の元女子フィギュアスケート選手、現コーチ。

## 経歴
陳秀浄は、1965年ハルビンに生まれ、1973年フィギュアスケートをはじめ、現在では名門となっているハルビンフィギュアスケートチームに所属。1985年限りで現役を引退してコーチとなり、教え子たちが中国国内、国際大会に輩出している。黒龍江省ハルビン市道外区業余体育学校在籍。

## 主な生徒

### ペア選手
- 申雪
- 龐清
- 隋文静
- 韓聰
- など

### アイスダンス
- 鄭汛
- 黄欣彤
- 于小洋
- など

### 男子シングル
- 金博洋
- 高崧
- 関宇航
- 呉家亮
- 李運飛
- 李唐旭
- 王金澤
- 陸韻達
- など

### 女子シングル
- 張可欣
- 王月人
- 朱秋穎
- 趙子荃
- 孫思音
- など